# Bà Huyện Thanh Quan
Bà Huyện Thanh Quan (chữ Nôm: 婆縣青關, chữ Hán: 青關縣夫人 Thanh Quan huyện phu nhân; 1805 – 1848), tên thật là Nguyễn Thị Hinh (阮氏馨); là một nữ thi sĩ người Việt Nam. Bà sống và sáng tác trong thời kỳ cận đại của lịch sử Việt Nam.

## Tiểu sử
Nguyễn Thị Hinh là người Nghi Tàm, huyện Vĩnh Thuận, gần Hồ Tây (nay là phường Quảng An, quận Tây Hồ), Hà Nội. Một số tài liệu cho biết tên thật của bà là Ngô Thị Hinh. Cha bà là Nguyễn Lý (1755-1837), đỗ thủ khoa năm 1783, đời vua Lê Hiển Tông.
Bà là học trò của danh sĩ Phạm Quý Thích (1760-1825), và là vợ của Lưu Nghi (1804-1847), hiệu là Ái Lan, người làng Nguyệt Áng, huyện Thanh Trì, Hà Nội. Bà đỗ cử nhân năm 1821, từng làm tri huyện Thanh Quan (nay là một phần huyện Đông Hưng và huyện Thái Thụy của tỉnh Thái Bình), nên người ta thường gọi bà là Bà Huyện Thanh Quan. Sau đó, bà bị giáng chức rồi lại được bổ chức Bát phẩm Thư lại bộ Hình. Chồng bà làm quan trải đến chức Viên ngoại lang bộ Hình, nhưng mất sớm (43 tuổi).
Dưới thời vua Minh Mạng, bà được mời vào kinh giữ chức Cung Trung Giáo Tập để dạy học cho các công chúa và cung phi.
Khoảng một tháng sau khi chồng mất, bà lấy cớ sức yếu xin thôi việc, rồi dẫn 4 con về lại Nghi Tàm và ở vậy cho đến hết đời.
Không biết rõ chính xác về thời gian sống của bà nhưng theo nhiều tư liệu ghi chú là bà sinh năm 1805 và mất năm 1848 ở tuổi 43. Mộ bà được đặt bên bờ Hồ Tây (Hà Nội), nhưng sau này sóng gió đã làm sạt lở nên không còn tăm tích.

## Tác phẩm
Bà Huyện Thanh Quan sáng tác không nhiều, hầu hết viết bằng chữ Nôm, theo thể Hàn luật. Hiện gồm những bài sau:
1. Thăng Long thành hoài cổ
2. Qua chùa Trấn Bắc
3. Qua đèo Ngang
4. Chiều hôm nhớ nhà
5. Tức cảnh chiều thu
6. Cảnh đền Trấn Võ
7. Cảnh Hương sơn

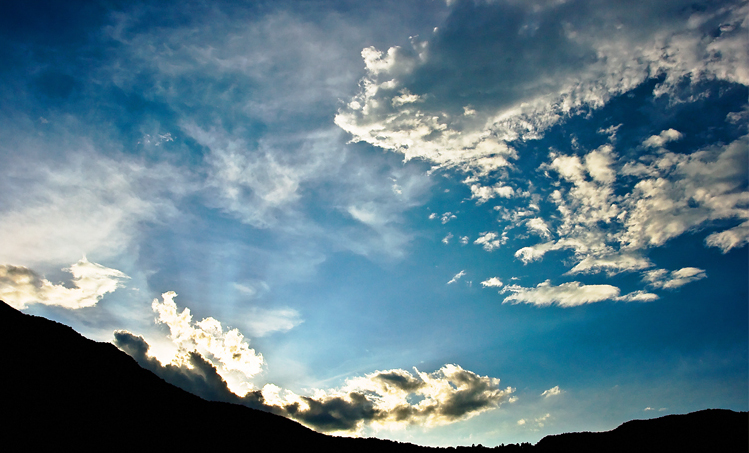
Đèo Ngang

Tuy nhiên, theo nhà nghiên cứu Đỗ Lai Thúy thì 4 bài đầu là hoàn toàn chính xác của bà bởi có sự thống nhất từ tư tưởng đến phong cách nghệ thuật.

## Nhận xét
Trích ý kiến của:
- Giáo sư Dương Quảng Hàm:

Những bài thơ Nôm của bà phần nhiều là tả cảnh, tỏ tình, nhưng bài nào cũng hay và tỏ ra bà là một người có tính tình đoan chính, thanh tao, một người có học thức thường nghĩ ngợi đến nhà, đến nước. Lời văn rất trang nhã, điêu luyện.
- Giáo sư Thanh Lãng:

Thơ Bà Huyện Thanh Quan đầy chất thơ. Lời thơ của bà điêu luyện, gọt giũa, đẹp như một bức tranh cổ.
- Giáo sư Phạm Thế Ngũ:

Nhiều nhà phê bình đã đưa ra thuyết Bà Huyện Thanh Quan mang nặng tấm lòng thương tiếc nhà Lê, thuyết ấy không phải là vô căn cứ. Cái tâm trạng hoài Lê ấy, cũng là tâm trạng chung của nhiều nho sĩ Bắc Hà sau ngày thống nhất...Nhưng nói là nhớ tiếc cái chính trị của mấy ông vua thời Lê mạt thì không đúng. Bà hướng về một quá khứ mà có lẽ bà cũng không tường tận lắm, và bà cũng chưa thọ hưởng được ân huệ gì; nhưng đó là quá khứ của tiền bối, của gia đình...Vì thế thái độ hoài Lê của bà cũng như nhiều nho sĩ đồng thời không có tính cách chính trị, mà chỉ có tính cách tâm tình...
Về mặt nghệ thuật: chữ dùng khéo, chọn lọc, thích đáng, đối rất chỉnh, rất thần tình, ý hàm súc, lời trau chuốt, gọn, đẹp...Cho nên thơ bà rất được các nho gia xưa yêu chuộng, ngâm nga...
Thơ luật đời Nguyễn Sơ, ở tác phẩm của hai nữ sĩ là Hồ Xuân Hương và Bà Huyện Thanh Quan, như vậy quả đã tiến đến cao độ mỹ diệu. Thơ Hồ Xuân Hương thiên về Nôm mà bóng bẩy, duyên dáng. Thơ Bà Huyện Thanh Quan thiên về Hán mà thanh thoát, nhẹ nhàng. Hồ Xuân Hương đại biểu cho cái tinh thần trào phúng bình dân vươn lên thể hiện một hình thức bác học. Bà Huyện Thanh Quan đại biểu cho cái tinh thần tao nhã nho sĩ kết tinh lại, cùng với tinh túy của Đường thi,...
- Giáo sư Nguyễn Lộc:

Thơ bà thường viết về thiên nhiên, phần lớn là vào lúc trời chiều, gợi lên cái cảm giác vắng lặng và buồn bã. Cảnh bà miêu tả trong những bài thơ giống như những bức tranh thủy mặc, chấm phá...Hơn nữa, nói cho đúng thì cảnh trong thơ bà thực tế cũng không phải là cảnh, mà là tình. Tình cảm của bà thường là sự nhớ thương da diết đối với quá khứ vàng son đã một đi không trở lại. Do vậy, người ta gọi bà là nhà thơ hoài cổ. Thơ bà còn được chú ý vì một lẽ nữa, đó là nghệ thuật hết sức điêu luyện. Ở đó, niêm luật đều luật đều chặt chẽ mà không gây cảm giác gò bó, xếp đặt. Câu thơ của bà trang nhã, từ ngữ chải chuốt và chọn lọc công phu,...
Hiện nay, tên bà được dùng để đặt tên cho nhiều đường phố và trường học trong khắp cả nước Việt Nam.

## Giai thoại
Có nhiều giai thoại được kể về cuộc đời bà.

### Sâm cầm Hồ Tây
Giữa thế kỷ 19, ở Nghi Tàm nổ ra cuộc đấu tranh chống lệ nộp chim sâm cầm, một đặc sản của vùng này, và người dân làm đơn thưa việc xách nhiễu của quan trên, sau đó vua Tự Đức xét đơn đã tha lệnh cống cho vùng. Theo Ngọc phả (ghi nhận công đức của những người có công với dân làng), thì chính Bà Huyện Thanh Quan đã thảo đơn cho dân gửi lên vua, nhưng vì phục tài đức của bà nên quan huyện Hoàn Long đã ỉm đi, dù có lệnh của quan trên, mà không bắt tội và truy xét.
Thời điểm xảy ra việc này, có nơi ghi là năm 1870, có nơi ghi chép là lệ cống chim sâm cầm có từ năm Tự Đức thứ 17 (1857), và đến năm Tự Đức thứ 24 mới được bãi bỏ. Tuy nhiên, nếu theo các thời điểm đó thì giai thoại này không hợp lý, vì bà Huyện đã mất năm 1848, trước đó rất lâu.

### Kẻo mai nữa già
Lúc ông huyện Thanh Quan (Lưu Nghi) đi vắng, có một cô gái tên là Nguyễn Thị Đào đã đệ đơn lên trình bày rằng chồng cô đã ruồng bỏ cô để xin được ly dị, lấy chồng khác. Vì thương cảm, Bà Huyện Thanh Quan đã thay chồng phê đơn cho phép ly hôn bằng mấy câu thơ:
Phò cho con Nguyễn Thị Đào
Nước trong leo lẻo cắm sào đợi ai?
Chữ rằng: Xuân bất tái lai
Cho về kiếm chút kẻo mai nữa già!
Hay chuyện, chồng cô Đào kiện quan trên. Quan trên ăn của đút, giáng chức bà huyện Thanh Quan.

### Làm trâu
Có một ông đỗ hương cống tới xin mổ trâu để giỗ cha. Lúc bấy giờ, triều đình đã ban lệnh hạn chế mổ trâu, để phát triển việc canh nông. Cảm động trước hiếu hạnh của ông này nhưng chồng thì đi vắng, Bà Huyện Thanh Quan đã cầm bút phê vào đơn câu thơ:
Người ta thì chẳng được đâu
"Ừ" thì ông Cống làm trâu thì làm.
Biết bà huyện dùng chữ nghĩa để lỡm mình, nhưng vì được việc nên ông cũng vui vẻ ra về.
Ngoài ra, trong sách Mười phụ nữ huyền thoại Việt Nam của Thu Hằng còn có thêm vài cuộc đối đáp, đàm luận thi phú giữa bà với vua Minh Mạng.

## Sách tham khảo
- Dương Quảng Hàm, Việt Nam văn học sử yếu. Trung tâm học liệu Sài Gòn xuất bản năm 1968.
- Thanh Lãng, Bản lược đồ Văn học Việt Nam (Quyển Thượng). Nhà xuất bản Trình bày, không ghi năm xuất bản.
- Phạm Thế Ngũ, Việt Nam văn học sử giản ước tân biên (Quyển Hai). Quốc học tùng thư xuất bản, không ghi năm xuất bản.
- Nguyễn Q. Thắng & Nguyễn Bá Thế, Từ điển nhân vật lịch sử Việt Nam. Nhà xuất bản Khoa học xã hội 1992.
- Nhiều tác giả, Từ điển Văn học (bộ mới). Nhà xuất bản Thế giới, 2004.
- Thu Hằng, Mười phụ nữ huyền thoại Việt Nam. Nhà xuất bản Lao động, 2008.